# Lacaille 9352
Lacaille 9352 (GJ 887) – gwiazda w gwiazdozbiorze Ryby Południowej. Znajduje się w odległości 10,7 roku świetlnego od Słońca i jest jedną z gwiazd najbliższych Ziemi. Znane są dwie planety krążące wokół niej, podejrzewane jest istnienie trzeciej.

## Charakterystyka fizyczna
Gwiazda ta jest czerwonym karłem, obiektem typu widmowego M2. Nie jest widoczna gołym okiem, jej obserwowana wielkość gwiazdowa to 7,34m. Ma temperaturę ok. 3365 K i jasność 1,3% jasności Słońca. Promień tej gwiazdy to ok. 0,46 promienia Słońca, a jej masa to około 0,46 masy Słońca.

## Układ planetarny
Analizy zmian prędkości radialnej tej gwiazdy z 2019 roku wskazywały, że mogą okrążać ją trzy planety (GJ 887 b, c i d). W 2020 roku zweryfikowano istnienie dwóch z tych planet; trzeci sygnał o okresie 50,7 doby może wynikać z istnienia jeszcze jednej, dalszej. Ich masy minimalne wskazują, że są to prawdopodobnie: gorąca superziemia, i ciepły mini-Neptun (planeta gazowa o masie mniejszej niż Neptun), krążące po orbitach ciaśniejszych niż ekosfera wokółgwiazdowa; trzecia hipotetyczna planeta, jeżeli istnieje, krąży wewnątrz ekosfery.